# Alexander Schmidt (fisiologo)
Hermann Adolf Alexander Schmidt (Muhu, 1831 – Tartu, 22 aprile 1894) è stato un fisiologo tedesco.

## Biografia
Nel 1858 conseguì il dottorato di medicina presso l'Università di Dorpat, e in seguito fu assistente di Felix Hoppe-Seyler (1825-1895) a Berlino e di Carl Ludwig (1816-1895) a Lipsia. Nel 1869 succedette a Friedrich Bidder (1810-1894) come professore di fisiologia a Dorpat, dove rimase per il resto della sua vita. Dal 1885 al 1889 fu rettore universitario.
Schmidt è ricordato per la sua ricerca che ha coinvolto il processo di coagulazione del sangue dimostrando che la trasformazione del fibrinogeno in fibrina avveniva attraverso un processo enzimatico. Chiamò l'ipotetico enzima "trombina". Schmidt è accreditato per aver fornito una base per la creazione di sistemi anti-coagulazione e per lo sviluppo della trasfusione di sangue.

## Opere principali
- Weiteres über den Faserstoff und die Ursachen seiner Gerinnung, 1862.
- Ueber Ozon im Blut, 1862.
- Beiträge zur Kenntniss der Milch, 1874.
- Die Lehre von den fermentativen Gerinnungserscheinungen in den eiweissartigen thierischen Körperflüssigkeiten, 1876.s.
- Zur Blutlehre. Leipzig, F. C. W. Vogel, 1892.[2]